# La Vie et l'Œuvre de Philippe Ignace Semmelweis
La Vie et l'Œuvre de Philippe Ignace Semmelweis est la thèse de médecine de Louis-Ferdinand Céline publiée en 1924.

## Historique
Céline rédige sa thèse en 1924 pour devenir médecin ; il la soutient le 1er mai 1924.
À la suite du succès littéraire de ses deux premiers romans, Céline la publia, sous le titre de Semmelweis, dans une version à peine corrigée en 1936 ; elle fut rééditée plusieurs fois.

## Résumé
Dans ce livret de quatre-vingts pages, Céline décrit la vie du médecin obstétricien hongrois Ignace Philippe Semmelweis (1818-1865) qui a observé que la fièvre puerpérale est transmise de malade en malade par le personnel hospitalier. Il a raison trop tôt et n’a pas d’explication technique de sa méthode : « faire laver les mains aux personnes touchant les femmes enceintes ». En effet, la théorie microbienne des maladies contagieuses (déjà soutenue en 1840 par Friedrich Gustav Jakob Henle) n'était pas encore universellement admise à l'époque et Semmelweis n'en était pas adepte.

## Extrait
Céline fait parler Semmelweis :
« Le destin m’a choisi pour être le missionnaire de la vérité quant aux mesures qu’on doit prendre pour éviter et combattre le fléau puerpéral. J’ai cessé depuis longtemps de répondre aux attaques dont je suis constamment l’objet ; l’ordre des choses doit prouver à mes adversaires que j’avais entièrement raison sans qu’il soit nécessaire que je participe aux polémiques qui ne peuvent désormais servir en rien le progrès de la vérité »

## Édition
- Semmelweis, coll. L'Imaginaire, éditions Gallimard, 2007  (ISBN 978-20707-55837)